# スナッチ
『スナッチ』（原題：Snatch）は、2000年のイギリス・アメリカ合衆国の犯罪コメディ映画。ガイ・リッチー監督の長編2作目の作品で、出演はジェイソン・ステイサムとベニチオ・デル・トロなど。1個の大粒ダイアモンドを巡る騒動を描いた群像劇。

## ストーリー
"フォー・フィンガー"・フランキー率いる強盗団は、ラビの扮装でアントワープのダイヤ商から86カラットのダイヤモンドを盗み出すことに成功。宝石をニューヨークのボス・アビーへ届ける途中、小粒の盗品をさばくためにロンドンに寄る。しかし、彼の知らないところでは、密かな裏切りが進行していた。
一方、ロンドンには裏ボクシングのプロモーターを営んでいるターキッシュとトミーの二人組がいた。彼らは紆余曲折の結果パイキーの一人で天才的なボクシングの腕を持つミッキーと出会い、彼を賭博が絡む裏ボクシングの八百長に利用しようとする。同じ頃、裏切り者の罠とは知らず、裏ボクシングが開催されるノミ屋へと向かうギャンブル中毒のフランキー。そして彼を襲撃しようとする裏切り者に雇われた3人組。その後、ダイヤモンドの行方は二転三転していく。

## 登場人物・キャスト
ターキッシュ
演 - ジェイソン・ステイサム
ロンドンにいる裏ボクシングのプロモーター。飛行機事故が名前の由来。口癖は「ドイツ兵」。本作の主人公であり、物語の狂言回しでもある。
トミー
演 - スティーヴン・グレアム
スロット店を営むターキッシュの相棒。ターキッシュからは憎まれ口を叩かれつつも弟同然に可愛がられている。19世紀のバレエダンサーが名前の由来。
ミッキー・オニール
演 - ブラッド・ピット
体じゅうに刺青があるパイキーの若者で、仲間内ではリーダー的存在。素手ボクシングのチャンピオンであり、大柄なボクサーも一撃で沈める驚異のパンチ力を持つ。
フランキー・"フォー・フィンガー"
演 - ベニチオ・デル・トロ
ニューヨークのマフィア。アントワープで大粒のダイヤを強奪する。重度のギャンブル中毒で、それを因とした過去の失敗により手指を1本失っており、「フォー・フィンガー」の異名で呼ばれている。
ソル
演 - レニー・ジェームズ
ロンドンで質屋を経営する黒人。ケチなチンピラだが、ボリスの依頼によって事件に巻き込まれることになる。
ヴィニー
演 - ロビー・ギー
ソルと行動を共にする黒人。軽い性格。ソルと同じく事件に巻き込まれる。
タイロン
演 - エイド
ソルに雇われた「逃がし屋」の大柄な黒人。「逃がし屋」のはずなのに車の運転が苦手。
ゴージャス・ジョージ
演 - アダム・フォーガティ
ターキッシュに雇われている専属ボクサー。
アビー
演 - デニス・ファリーナ
ニューヨークマフィアのボス。フランキーにダイヤ強盗の指示をした張本人。フランキーが行方不明になった事からダイヤを心配し、ロンドンへ飛ぶ。
"ブレット・トゥース"・トニー
演 - ヴィニー・ジョーンズ
一度に6発の銃弾を受けながら、歯で銃弾を受けて生き延びたことがある凄腕の賞金稼ぎ。フランキー探索のため、アビーに雇われる。
ボリス・"ザ・ブレイド"
演 - ラデ・シェルベッジア
通称「弾丸をくぐる男」。銃火器の商売をするロシア人。根性曲がりで恐ろしくタフ。フランキーの強盗仲間の中に同じロシア人の兄弟がいる。
ダグ・"ザ・ヘッド"
演 - マイク・リード
ロンドンで宝石商を営むアビーの従兄弟。盗品のダイヤも扱っている。裏社会で彼を知らないと潜りとされる。商売に有利なため、ユダヤ人のふりをしている。
ブリックトップ
演 - アラン・フォード
裏ボクシングの元締めであり、ギャングのボス。血も涙もない悪党で、裏切り者や気に食わない者は容赦なく殺し、豚の餌にしてしまう。
ダレン
演 - ジェイソン・フレミング
パイキーの若者。
マレット
演 - ユエン・ブレムナー
情報屋。トニーに痛めつけられ、ノミ屋の襲撃犯がソルたちであることを教える。

## 日本語吹替
| 役名                             | 俳優                   | 日本語吹替1 | 日本語吹替2 |
| -------------------------------- | ---------------------- | ----------- | ----------- |
| ターキッシュ                     | ジェイソン・ステイサム | 山路和弘    | 中井和哉    |
| トミー                           | スティーヴン・グレアム | 松本保典    | 前野智昭    |
| ミッキー・オニール               | ブラッド・ピット       | 檀臣幸      | 森川智之    |
| フランキー・"フォー・フィンガー" | ベニチオ・デル・トロ   | 矢尾一樹    | 咲野俊介    |
| ソル                             | レニー・ジェームズ     | 楠大典      | 飯島肇      |
| ヴィニー                         | ロビー・ギー           | 藤原啓治    |             |
| タイロン                         | エイド                 | 天田益男    |             |
| ゴージャス・ジョージ             | アダム・フォーガティ   | 西凜太朗    |             |
| アビー                           | デニス・ファリーナ     | 石田圭祐    | 廣田行生    |
| "ブレット・トゥース"・トニー     | ヴィニー・ジョーンズ   | 廣田行生    | 間宮康弘    |
| ボリス・"ザ・ブレイド"           | ラデ・シェルベッジア   | 斎藤志郎    | 岩崎ひろし  |
| ダグ・"ザ・ヘッド"               | マイク・リード         | 藤本譲      | 秋元羊介    |
| ブリックトップ                   | アラン・フォード       | 小林清志    | 後藤哲夫    |
| ダレン                           | ジェイソン・フレミング | 中博史      |             |
| ミッキーのママ                   | ソーチャ・キューザック | 磯辺万沙子  |             |

- 日本語吹替1 - VHS・DVD・Blu-ray Discに収録。

その他吹き替え - 石住昭彦、斎賀みつき、目黒未奈、江川大輔、三宅健太、岸祐二、佐藤せつじ、鈴木正和
演出：木村絵理子、翻訳：松崎広幸、調整：金谷和美、プロデュース：川島浩美、制作担当：神部宗之／松井中央（東北新社）、制作：東北新社
- 日本語吹替2 - 2017年9月に発売された「スナッチ デラックス・エディション ダブル吹替2枚組 Blu-ray」の特典ディスクに収録の新録版。

## サウンドトラック
1. "Diamond" ダイアモンド – Klint（クリント）
2. "Vere Iz da Storn?"
3. "Supermoves" スーパームーヴス – Overseer（オーヴァーシアー）
4. "Hernando's Hideaway" ハーナンドス・ハイダウェイ – The Johnston Brothers（ジョンストン・ブラザーズ）
5. "Zee Germans"
6. "Golden Brown" ゴールデン・ブラウン – The Stranglers（ストラングラーズ）
7. "Dreadlock Holiday" ドレッドロック・ホリデイ – 10cc（10cc）
8. コシャ・ノストラ・テーマ - John Murphy（ジョン・マーフィー）
9. "Avi Arrives"
10. "Cross the Track (We Better Go Back)" クロス・ザ・トラックス – Maceo & the Macks（メイシオ&ザ・マックス）
11. "Disco Science" ディスコ・サイエンス – Mirwais（ミルウェイズ）
12. "Nemesis"
13. "Hot Pants (I'm Coming, Coming, I'm Coming)" ホット・パンツ – Bobby Byrd（ボビー・バード）
14. "Lucky Star" ラッキー・スター – Madonna（マドンナ）
15. "Come Again!"
16. "Ghost Town" ゴースト・タウン – The Specials（ザ・スペシャルズ）
17. "Shrinking Balls"
18. "Sensual Woman" センシュアル・ウーマン – The Herbaliser（ザ・ハーバライザー）
19. "Angel" エンジェル – Massive Attack（マッシヴ・アタック）
20. "RRRR...Rumble"
21. "Fuckin' in the Bushes" ファッキン・イン・ザ・ブッシーズ – Oasis（オアシス）
22. "Avi's Declaration"
23. "Don't You Just Know It" ドンチュー・ジャスト・ノウ・イット – Huey "Piano" Smith & the Clowns（ヒューイ・"ピアノ"・スミス&ザ・クラウンズ）

## 製作
ガイ・リッチー監督のデビュー作である前作『ロック、ストック&トゥー・スモーキング・バレルズ』と同じスタイル、アイディア、モチーフを踏襲しており、一部出演者も前作と重複する。
主演のジェイソン・ステイサムが、公開当時それほど有名でなかったためポスターにはブラッド・ピットをメインに使っている。ブラッド・ピットは『ロック、ストック&トゥー・スモーキング・バレルズ』に感動して仕事を引き受けたため、破格の出演料となっている。

## 作品の評価

### 映画批評家によるレビュー
Rotten Tomatoesによれば、142件の評論のうち高評価は74%にあたる105件で、平均点は10点満点中6.4点、批評家の一致した見解は「おそらく中身よりもスタイル重視の作品だが、ガイ・リッチーの2作目の犯罪ケイパー映画は、洒落た会話、ダーク・コメディ、そして興味深いキャラクターに溢れている。」となっている。
Metacriticによれば、31件の評論のうち、高評価は17件、賛否混在は9件、低評価は5件で、平均点は100点満点中55点となっている。

### 受賞歴
2001年のエンパイア賞で、英国作品賞にノミネートされた。またガイ・リッチーが監督賞を受賞、ヴィニー・ジョーンズが男優賞を受賞した。
米国のモーション・ ピクチャー・サウンド・エディターズで、ゴールデン・リール賞（音響編集賞）外国部門を受賞した。
米国のナショナル・ボード・オブ・レビューで、映画製作における優秀さのために特別に認知(Special Recognition)された。